# Резолюція Генеральної Асамблеї ООН 71/205
Резолю́ція Генера́льної Асамбле́ї ОО́Н «Стан з правами людини у Автономній Республіці Крим та місті Севастополь (Україна)» № 71/205 (англ. Situation of human rights in the Autonomous Republic of Crimea and the city of Sevastopol (Ukraine)) — резолюція, ухвалена 19 грудня 2016 року на 71-й сесії Генеральної Асамблеї ООН. Вона засуджує серйозні порушення і зловживання відносно жителів Криму, а також закликає Росію дотримуватися своїх зобов'язань відповідно до міжнародного права і вимагає негайного звільнення українських громадян.

## Передісторія постанови
15 листопада в Третьому комітеті (з прав людини) Генеральної асамблеї ООН була ухвалена однойменна резолюція, ініційована Україною. На підтримку документа виступили 73 держави, проти голосували 23, 76 — утрималися. Співавторами резолюції Третього комітету стала 41 держава-член ООН.

## Зміст резолюції
Резолюція передбачає здійснення наступних пунктів:
- Засуджуються зловживання, заходи і практика дискримінації жителів тимчасово окупованого Криму, в тому числі проти кримських татар, а також українців і осіб, що належать до інших етнічних і релігійних груп, а також примусове залучення мешканців окупованих територій до служби в Збройних силах РФ, всупереч Женевським конвенціям;

- Закликає Росію дотримуватися своїх зобов'язань відповідно до чинного міжнародного права, вжити всіх необхідних заходів для того, щоб негайно покласти край всім утискам прав людини в Криму, негайно звільнити українських громадян, які були незаконно затримані і засуджені;

- Звертається до Росії з метою створення і підтримання безпечних і сприятливих умов для журналістів і правозахисників, скасувати рішення про оголошення Меджлісу кримськотатарського народу екстремістською організацією, негайно розпочати в повному обсязі співпрацю з Управлінням Верховного комісара з прав людини, з ОБСЄ та Радою Європи з питання про становище прав людини в Криму;

- Надання міжнародним правозахисним механізмам, насамперед Місії ООН з моніторингу за дотриманням прав людини в Україні, безперешкодний доступ у Крим з метою забезпечення моніторингу ситуації;

- Просить Управління Верховного комісара ООН з прав людини підготувати спеціальну тематичну доповідь про становище в галузі прав людини на території тимчасово окупованого Криму і Севастополя.

Після прийняття цієї резолюції вперше в офіційних документах ООН Росія була визнана державою-окупантом, а територія Криму і Севастополя тимчасово окупованою територією. Документ підтверджує єдність і територіальну цілісність України в межах її міжнародно визнаних кордонів і засуджує незаконну анексію. У резолюції повідомляється про випадки позасудових страт, викрадень, політично вмотивованих переслідувань, дискримінацію і залякування, тортури і жорстоке поводження із затриманими. Проте резолюція Генеральної Асамблеї, на відміну від рішень Ради Безпеки ООН, має рекомендаційний характер і не є обов'язковою до виконання.

## Голосування
Проєкт резолюції A/C.3/71/L.26, який запропонували 31 жовтня 2016 року 30 держав-членів ООН, а 8 листопада до співавторства долучилися ще 8 держав (напівжирним шрифтом), ухвалили 9 листопада на 49 засіданні Третього  комітету 73 голосами проти 23 при 76 утриманих та 19 грудня на 65 пленарному засіданні 71-ї сесії Генеральної Асамблеї кваліфікованою більшістю присутніх як A/RES/71/205:
| Голос         | Кількість | Держави-члени Організації Об'єднаних Націй |
| ------------- | --------- | --- |
| За            | 70        | Австралія, Австрія, Албанія, Андорра, Антигуа і Барбуда, Барбадос, Беліз, Бельгія, Болгарія, Бутан, Вануату, Велика Британія, Гаїті, Гондурас, Греція, Грузія, Данія, Естонія, Ємен, Ізраїль, Ірландія, Ісландія, Іспанія, Італія, Канада, Катар, Кіпр, Кірибаті, Коста-Рика, Латвія, Литва, Ліберія, Ліхтенштейн, Люксембург, Мальта, Маршаллові Острови, Молдова, Монако, Нідерланди, Німеччина, Нова Зеландія, Норвегія, Палау, Панама, Північна Македонія, Польща, Португалія, Румунія, Самоа, Сан-Марино, Саудівська Аравія, Сент-Кіттс і Невіс, Словаччина, Словенія, Соломонові Острови, Сполучені Штати Америки, Сьєрра-Леоне, Тувалу, Туреччина, Угорщина, Україна, Федеративні Штати Мікронезії, Фінляндія, Франція, Хорватія, Чехія, Чорногорія, Швейцарія, Швеція, Японія                                                            |
| Проти         | 26        | Ангола, Білорусь, Болівія, Бурунді, Венесуела, Вірменія, Еритрея, Зімбабве, Індія, Іран, Казахстан, Камбоджа, Китайська Народна Республіка, Коморські Острови, Куба, Нікарагуа, Південний Судан, Південно-Африканська Республіка, Північна Корея, Росія, Сербія, Сирія, Судан, Уганда, Узбекистан, Філіппіни |
| Утрималися    | 77        | Алжир, Аргентина, Багамські Острови, Бангладеш, Бахрейн, Бенін, Боснія і Герцеговина, Ботсвана, Бразилія, Бруней, В'єтнам, Габон, Гана, Гаяна, Гватемала, Гвінея-Бісау, Гвінея, Домініка, Домініканська Республіка, Еквадор, Екваторіальна Гвінея, Ефіопія, Єгипет, Замбія, Індонезія, Ірак, Йорданія, Кабо-Верде, Камерун, Кенія, Киргизстан, Колумбія, Кот-д'Івуар, Кувейт, Лаос, Лесото, Лівія, М'янма, Маврикій, Мавританія, Малаві, Малайзія, Малі, Мальдіви, Мексика, Мозамбік, Монголія, Намібія, Науру, Непал, Нігер, Нігерія, Об'єднані Арабські Емірати, Оман, Пакистан, Папуа Нова Гвінея, Парагвай, Перу, Республіка Конго, Сальвадор, Сейшельські Острови, Сент-Вінсент і Гренадини, Сент-Люсія, Сінгапур, Сомалі, Суринам, Таджикистан, Таїланд, Танзанія, Того, Тонга, Тринідад і Тобаго, Уругвай, Фіджі, Чилі, Шрі-Ланка, Ямайка |
| Не голосували | 20        | Азербайджан, Афганістан, Буркіна-Фасо, Гамбія, Гренада, Демократична Республіка Конго, Джибуті, Ліван, Мадагаскар, Марокко, Південна Корея, Руанда, Сан-Томе і Принсіпі, Свазіленд, Сенегал, Східний Тимор, Туніс, Туркменістан, Центральноафриканська Республіка, Чад |
| Всього        | 193       | |

## Додаткові резолюції
- 19 грудня 2017 року було ухвалено резолюцію «Стан з правами людини в Автономній Республіці Крим та місті Севастополь (Україна)».

За проголосувало 70 країн, проти — 26 країн, ще 76 країн утрималися.
- 22 грудня 2018 року було ухвалено резолюцію А/С.3/73/L.48 «Ситуація з правами людини в Автономній Республіці Крим та місті Севастополь, Україна».

За проголосували 65 держав-членів, проти — 27, 70 делегатів утрималися.
- 18 листопада 2020 в оновленій резолюції Третього комітету Генеральної асамблеї ООН з соціальних і гуманітарних питань «Ситуація з правами людини в Автономній Республіці Крим та м. Севастополь, Україна» визнана незаконність російських органів влади в Криму (їх слід називати виключно «окупаційними органами Російської Федерації»), наголошується, що РФ займається дискримінацією мешканців півострова

За проголосували 63 держави-члени.

## Реакція
Заступник Міністра закордонних справ України Сергій Кислиця на засіданні ГА ООН заявив:
|  | «З часу окупації Автономної Республіки Крим та міста Севастополь (Україна) ситуація з правами людини на півострові різко погіршилась, продовжують надходити численні повідомлення про серйозні порушення та зловживання, що здійснюються стосовно жителів Криму. Рада ООН з прав людини є та залишатиметься базовою платформою для боротьби з порушеннями прав людини. Однак, голос Генеральної Асамблеї дає потужний сигнал порушникам та є дороговказом для всіх органів та інституцій системи ООН, де б вони не знаходились. Ми безмежно вдячні всім і кожному, хто сьогодні зробить голос Асамблеї більш потужним.» |

В свою чергу представник Росії Євген Загайнов оголосив, що проект резолюції є одностороннім: «проект повністю ігнорує односторонні наслідки для жителів Криму від дій української влади». Він також стверджував, що «проект є необ'єктивним і упередженим» і його делегація буде голосувати проти резолюції.